# 에길스 레비츠
에길스 레비츠(라트비아어: Egils Levits, 1955년 6월 30일 ~ )는 라트비아의 정치인, 변호사, 정치학자 및 법학자이며, 2019년 7월 8일부터 2023년 7월 8일까지 제10대 라트비아 대통령을 재임하였다. 그는 2004년부터 2019년까지 유럽 사법 재판소의 구성원이었다. 소비에트 시대 말에 그는 라트비아 인민 전선의 일원이었으며, 1990년에 라트비아가 소련으로부터 독립선언을 하는 것에 많은 기여를 하였다. 그는 1993년부터 1994년까지 라트비아 부총리 겸 법무장관을 역임했으며 오스트리아 주재 헝가리 대사를 역임했다. 그리고 1994년부터 1995년까지 스위스에서 근무했다. 그 후 그는 유럽인권재판소 판사로 임명되어 2019년까지 재직했다. 그는 2015년 라트비아 대통령 간접선거에서 라이몬츠 베요니스에 이어 2위를 차지했다. 2018년, 레비츠는 2004년 처음 임명된 유럽사법재판소 판사로 재선임되었다. 그는 결혼했으며 슬하에 아들 리나르츠와 딸 인드라를 두고 있다. 그는 2019년에 자신의 회고록을 출간한 바 있다.